# Joana Sá Pereira
Joana Isabel Martins Rigueiro de Sá Pereira (4 de julho de 1993) é uma política portuguesa. Foi deputada à Assembleia da República na XIV e XV legislatura pelo Partido Socialista. Tem um mestrado em Direito.